# Hannibal Sehested (riksråd)

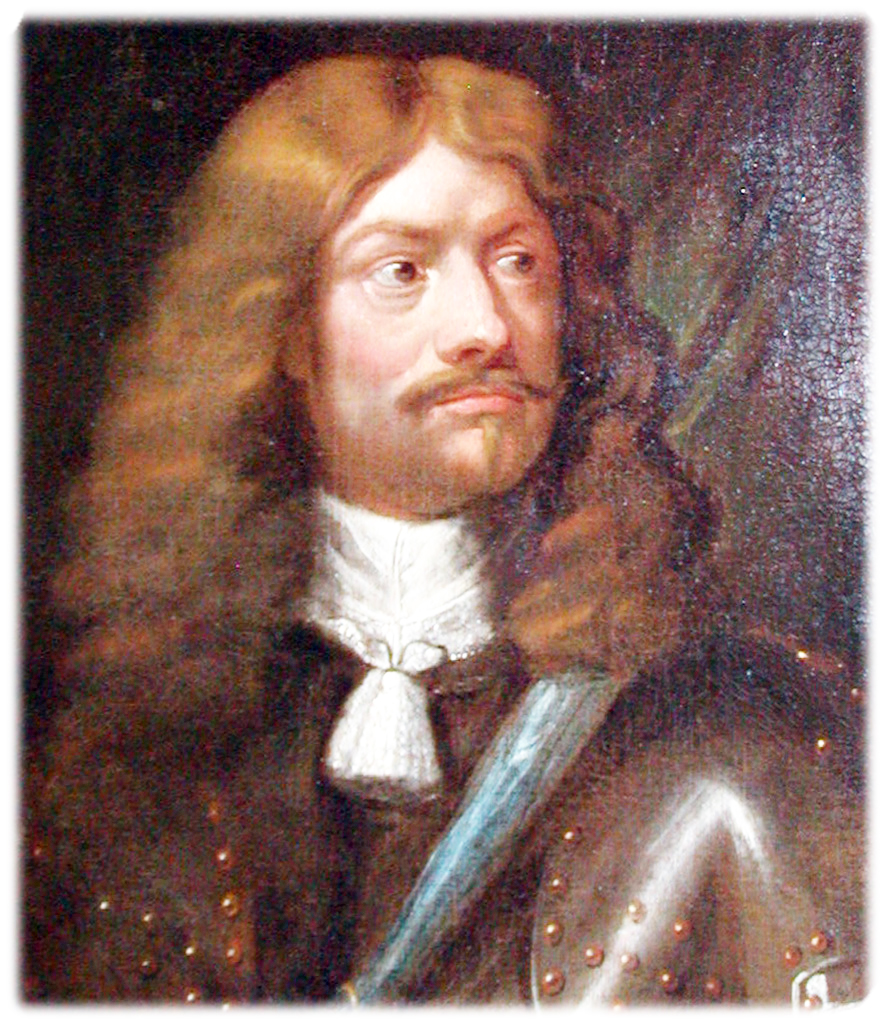
Hannibal Sehested målat av Karel van Mander den yngste.
Portrætsamlingen, Frederiksborg slott.

Hannibal Sehested, född 1609 på Ösel (då danskt), död 23 september 1666 i Paris, Frankrike (under diplomattjänst), dansk statsman och diplomat; danskt riksråd 1640, ståthållare i Norge 1642 till 1651.
Gift 1642 med den danske kungen Kristian IV:s morganatiska dotter Christiane.

## Biografi
Efter utbildning på Sorø Akademi och bland annat i Oxford gjorde Sehested, med ekonomiskt stöd av Christen Thomesen Sehested, en snabb karriär. År 1636 fick han sitt första diplomatiska uppdrag som danskt sändebud till Axel Oxenstierna i Wismar. Han stod nu så högt i gunst hos Christian IV att han fick förlova sig med kungens tioåriga dotter, Christiane, och samma år blev hovmästare till hennes bror greve Valdemar Christian. År 1640 blev Sehested medlem av riksrådet; efter 1640-41, som ledare för en delegation till Spanien, hade uppnått kompensation till Danmark för övergrepp på danska handelsfartyg. År 1642 blev han på egen begäran och med stöd av Christen Thomesen Sehested utnämnd till kunglig ståthållare i Norge.
Hannibal Sehested var högste befälhavare över de dansk-norska trupperna som i november 1644 under den s.k.  Hannibalsfejden, över Eda marscherade in i Värmland. Hans trupper uppgick till omkring 4 000 man av vilka 1200 var ryttare. Han hade till en början stora framgångar som först i februari stoppades av svenska trupper. Men striderna fortsatte och pågick fram till senvåren 1645. Under december 1644 till februari 1645 lät Hannibal Sehested bränna ner Årjäng, Vänersborg och Åmål med omkringliggande gårdar i sydvästra Värmland och norra Dalsland. Sitt högkvarter upprättade han på prästgården i Sillerud. Först i maj 1645 lyckades de svenska trupperna tvinga de kvarvarande dansk-norska trupperna att kapitulera. Hannibal Sehested hade då själv redan i februari dragit sig tillbaka till Norge.
Han blev 1642 ståthållare i Norge, och under honom gjorde det norska näringslivet stora framsteg. Efter Kristian IV:s död föll Sehested i onåd. Han blev i början av 1650-talet av den danska kronan anklagad för bokföringsbrott och 1651 tvingades han att skriva på en revers där han överlämnade allt han ägde i Norge till den danska staten. Han kom senare att lämna Danmark och flyttade med sin hustru Christiane till Spanien. Där försörjde han sig en tid som artillerigeneral. 1660 fick Sehested ånyo Fredrik III:s förtroende och fick återvända till Danmark i april 1660 och arbetade resten av sitt liv för den danska kronan.
Han ledde de danska trupperna vid slaget på Bysjöns is 1644.